# Picumne ocellé
Picumnus pygmaeus
Espèce
Statut de conservation UICN

 LC  : Préoccupation mineure
Le Picumne ocellé (Picumnus pygmaeus) est une espèce d'oiseaux de la famille des Picidae (sous-famille des Picumninae), endémique du Brésil.